# Orlane Kanor
Orlane Kanor (* 16. Juli 1997 in Les Abymes, Guadeloupe) ist eine französische Handballspielerin, die dem Kader der französischen Nationalmannschaft angehört.

## Karriere
Orlane Kanor kam im Jahre 2015 von Guadeloupe nach Frankreich und schloss sich Metz Handball an. Seit der Saison 2016/17 gehört die Rückraumspielerin dem Kader der 1. Damenmannschaft an. Mit Metz gewann sie 2017, 2018, 2019 und 2022 die französische Meisterschaft sowie 2017, 2019 und 2022 den französischen Pokal. Im April 2021 zog sie sich einen Achillessehnenriss zu. Zur Saison 2022/23 wechselte sie zum rumänischen Erstligisten Rapid Bukarest. Seit dem Sommer 2024 läuft sie für den ungarischen Erstligisten Ferencváros Budapest auf. Mit Ferencváros gewann sie 2025 den ungarischen Pokal.
Kanor gab am 15. Juni 2017 ihr Länderspieldebüt für die französische Nationalmannschaft. Im selben Jahr gewann sie mit Frankreich die Weltmeisterschaft in Deutschland. Beim Eröffnungsspiel der Europameisterschaft 2018 war sie bei der 23:26-Niederlage gegen Russland mit 6 Treffern die torgefährlichste Spielerin ihrer Mannschaft. Im EM-Finale, in dem Kanor 2 Tore warf, gewann Frankreich mit 24:21 gegen Russland. Kanor gewann bei der Europameisterschaft 2020 die Silbermedaille. Im Turnierverlauf erzielte sie insgesamt elf Treffer. Im darauffolgenden Jahr gewann sie bei der Weltmeisterschaft ebenfalls die Silbermedaille.  Mit Frankreich gewann sie die Weltmeisterschaft 2023. Bei den Olympischen Spielen in Paris gewann sie die Silbermedaille.

## Sonstiges
Ihre Zwillingsschwester Laura Kanor spielt ebenfalls Handball.